# Phonon

Minh họa lan truyền của chế độ dao động trên tinh thể.

Trong vật lý học, một phonon là một collective excitation có đặc tính lượng tử của chế độ dao động trên cấu trúc tinh thể tuần hoàn và đàn hồi của các chất rắn. Đây là một loại quasiparticle.
Phonon có vai trò quan trọng trong vật lý chất rắn, giải thích nhiều tính chất vật lý của các chất rắn, như độ dẫn nhiệt và độ dẫn điện.
Hạt phonon là miêu tả của cơ học lượng tử về một dạng dao động, gọi là chế độ cơ bản trong cơ học cổ điển, trong đó mọi vị trí của mạng tinh thể đều dao động với cùng tần số. Mọi dao động bất kỳ trong mạng tinh thể đều có thể coi như sự chồng chập của các dao động cơ bản này (thông qua phân tích Fourier). Chế độ cơ bản được coi là các hiện tượng sóng trong cơ học cổ điển, nhưng thể hiện tính chất như hạt cơ bản trong cơ học lượng tử, theo lưỡng tính sóng hạt của vật chất.
Chữ phonon có nguồn gốc từ tiếng Hy Lạp φωνή (phonē), nghĩa là âm thanh, vì các phonon ở bước sóng dài chính là sự lan truyền của âm thanh. Khái niệm phonon lần đầu tiên được đề xuất bởi nhà vật lý Nga Igor Tamm. Ở một số tài liệu tiếng Việt cũ, phonon được dịch là thanh tử.